# Renegade – Gnadenlose Jagd
Renegade – Gnadenlose Jagd (Originaltitel: Renegade) ist eine US-amerikanische Fernsehserie, die in den USA vom 17. September 1992 bis zum 4. April 1997 in fünf Staffeln und 110 Folgen ausgestrahlt wurde. Sie erzählt die Erlebnisse von Polizist Reno Raines, der, des Mordes beschuldigt, auf der Flucht ist und zum Kopfgeldjäger wird. Die Serie wurde von Stephen J. Cannell produziert und überwiegend in San Diego gedreht.

## Handlung
Der Polizist Reno Raines wird auf die Machenschaften seiner korrupten Kollegen aufmerksam, die mittlerweile die Fronten gewechselt haben. Da er in einem Prozess gegen sie aussagen will, versuchen sie, ihn zu töten. Der Mordanschlag auf ihn schlägt fehl, jedoch wird Raines’ Freundin dabei getötet. Der Drahtzieher, Donald „Dutch“ Dixon, erschießt daraufhin den Mitverbrecher Buzzy Burrell und hängt Raines den Mord an.
Die korrupten Kollegen setzen den Indianer Bobby Sixkiller, der mit seiner Halbschwester Cheyenne ein Kopfgeldjägerunternehmen (Sixkiller Enterprises) betreibt, auf Raines an. Sixkiller kann Raines nach einiger Zeit stellen und möchte ihn ausliefern, um das hohe Kopfgeld, das auf seine Ergreifung ausgesetzt ist, zu kassieren. Auf der langen Fahrt zurück zur Polizeistation gelangt Sixkiller jedoch zu der Überzeugung, dass Raines unschuldig ist, und schlägt ihm einen Handel vor. Er liefert ihn nicht aus und hilft ihm auf seiner Flucht, wenn Raines in Zukunft für ihn arbeitet. Raines ist einverstanden.
Raines bekommt von Sixkiller eine neue Identität. Von da an ist er Vince Black; er durchstreift in den Folgen einsam das Land auf der Flucht vor der Polizei und auf der Jagd nach Verbrechern. Sixkiller und Raines freunden sich im Verlauf der Serie an, so dass Sixkiller versucht, die Unschuld von Raines zu beweisen. Reno und Cheyenne verlieben sich in der Serie ineinander, leben ihre Gefühle füreinander aber nie aus.

## Einspieler
Die Serie eröffnete stets mit folgender, von Hartmut Neugebauer gesprochenen, Erzählung aus dem Off, welche kurz den Inhalt der Serie erzählte:

„Er war ein Cop, ein verdammt guter. Aber er machte einen Fehler: sagte gegen Polizisten aus, die die Fronten gewechselt hatten. Die wollten ihn töten, aber erwischten die Frau, die er liebte. Ihm wurde ein Mord angehängt. Seitdem durchstreift er das Land. Ein Gesetzloser, der andere Gesetzlose jagt, ein Kopfgeldjäger, ein Abtrünniger.“

Die darauf folgende Titelmelodie wurde von Mike Post komponiert.

## Synchronisation
| Rolle                   | Synchronsprecher      |
| ----------------------- | --------------------- |
| Bobby Sixkiller         | Arne Elsholtz         |
| Reno Raines/Vince Black | Ekkehardt Belle       |
| Cheyenne Phillips       | Katrin Fröhlich       |
| Sandy Carruthers        | Daniela Brabetz-Thuar |
| Donald "Dutch" Dixon    | Dirk Galuba           |

## Gastrollen
- Jesse Ventura als Joe Don Butler in der Folge (8) „Späte Abrechnung“
- Hill Harper als Dax in der Folge (36) „Auf der falschen Seite des Zauns“
- Robert Fuller als Sam in der Folge (72) „Der Pferdekiller“
- Angie Harmon als Debora (Debbie) in der Folge (74) „Wellenbrecher“
- Johnny Cash als Henry in der Folge (88) „Blick aus dem Grab“
- Arlo Guthrie als Jamie Jackson in der Folge  „Top Ten with a Bullet“

## DVD-Veröffentlichung
2020 veröffentlichte der Film- und Hörspielverlag Pidax erstmals alle 5 Staffeln der Serie in deutscher Sprache auf DVD.

## Ehrungen
Young Artist Awards 1996
- Beste Leistung einer jungen Schauspielerin – TV-Drama oder -Serie: Courtney Peldon (nominiert; nicht gewonnen)